# 애비바 보먼
어비바 바우먼(영어: Aviva Baumann, 1984년 7월 10일 ~ )은 미국의 배우이다.

## 참여 작품
- 다운 인 더 밸리
- 콜드 케이스
- 슈퍼배드 (2007년 영화)
- 크리미널 마인드
- NCIS (드라마)
- 클로저 (드라마)
- 특수범죄 전담반
- 번 노티스